# Liriomyza baptisiae
Liriomyza baptisiae este o specie de muște din genul Liriomyza, familia Agromyzidae, descrisă de Frost în anul 1931. Conform Catalogue of Life specia Liriomyza baptisiae nu are subspecii cunoscute.